# U-233
U-233 – niemiecki okręt podwodny (U-Boot) z okresu II wojny światowej.

## Historia
U-233 był dużym podwodnym stawiaczem min typu X B. Jak wszystkie osiem jednostek tego typu został zbudowany w stoczni Krupp Germaniawerft w Kilonii. Zamówienie na okręt złożono 7 grudnia 1940 roku. U-233 został zwodowany 8 maja a do służby w Kriegsmarine wszedł 22 sierpnia 1943 roku.
Na czas szkolenia U-233 został przydzielony do 4. U-Flotille bazującej w Stettin. 1 czerwca 1944 roku okręt wszedł w skład 12 U-Flotille z Bordeaux. Przez cały okres służby w Kriegsmarine dowódcą okrętu był Oblt. Hans Steen (1 marca 1944 roku awansowany do stopnia Kapitänleutnanta).
U-233 odbył jeden patrol bojowy na Atlantyku. Wypłynął z Kilonii 27 maja 1944 roku z zadaniem postawienia min na podejściach do portu w Halifaksie (Kanada). Wieczorem 5 lipca został wykryty przez sonar niszczyciela eskortowego USS „Baker” (DE-190) wchodzącego w skład grupy poszukiwawczej TG 22.10, operującej w okolicach Nowej Fundlandii. Niszczyciel zaatakował zanurzony okręt podwodny przy pomocy bomb głębinowych, zmuszając dowódcę U-233 do wynurzenia. Następnie USS „Baker” ostrzelał U-233 z dział głównego kalibru i działek automatycznych. Wystrzelił również dwie torpedy, które jednak nie eksplodowały z powodu zbyt małej odległości. Uszkodzony U-Boot, opuszczany przez pozostałych przy życiu członków załogi został następnie ostrzelany i staranowany przez drugi niszczyciel eskortowy USS „Thomas” (DE-102), co spowodowało jego natychmiastowe zatonięcie (USS „Thomas” odniósł podczas taranowania uszkodzenia i został następnie odesłany na remont do stoczni marynarki w Bostonie).
W wyniku ataku zginęło 32 członków załogi U-233, w tym dowódca, który zmarł w wyniku odniesionych ran po wyratowaniu przez amerykańskie okręty.

## Przebieg służby

### Dowódcy
- 22.09.1943. – 5.07.1944. Oblt. Hans Steen

### Przydział do flotylli
- 22.09.1943. – 31.05.1944: 4 U-Flottille Stettin
- 1.06.1944 – 5.07.1944: 12 U-Flottille Bordeaux

### Odbyte patrole bojowe
- Liczba patroli bojowych – 1